# Åke Lassas
Erik Åke Lassas (ur. 21 sierpnia 1924 w Leksand, zm. 16 kwietnia 2009 tamże) – szwedzki hokeista, reprezentant Szwecji, olimpijczyk, brązowy medalista olimpijski z Oslo.

## Kariera klubowa
- Leksands IF (1940–1964)

## Sukcesy i wyróżnienia
Reprezentacyjne
- Zimowe igrzyska olimpijskie
  -  1952
- Mistrzostwa Świata
  -  1951
  -  1954

Indywidualne
- Guldpucken – najlepszy zawodnik sezonu 1955/1956 (jako pierwszy laureat tej nagrody)

Wyróżnienia
- Galeria Sławy szwedzkiego hokeja na lodzie